# Equinocci
| any  | Equinocci Març | Equinocci Març | Solstici Juny | Solstici Juny | Equinocci Setembre | Equinocci Setembre | Solstici Desembre | Solstici Desembre |
| any  | dia            | hora           | dia           | hora          | dia                | hora               | dia               | hora              |
| ---- | -------------- | -------------- | ------------- | ------------- | ------------------ | ------------------ | ----------------- | ----------------- |
| 2010 | 20             | 17:32          | 21            | 11:28         | 23                 | 03:09              | 21                | 23:38             |
| 2011 | 20             | 23:21          | 21            | 17:16         | 23                 | 09:04              | 22                | 05:30             |
| 2012 | 20             | 05:14          | 20            | 23:09         | 22                 | 14:49              | 21                | 11:11             |
| 2013 | 20             | 11:02          | 21            | 05:04         | 22                 | 20:44              | 21                | 17:11             |
| 2014 | 20             | 16:57          | 21            | 10:51         | 23                 | 02:29              | 21                | 23:03             |
| 2015 | 20             | 22:45          | 21            | 16:38         | 23                 | 08:20              | 22                | 04:48             |
| 2016 | 20             | 04:30          | 20            | 22:34         | 22                 | 14:21              | 21                | 10:44             |
| 2017 | 20             | 10:28          | 21            | 04:24         | 22                 | 20:02              | 21                | 16:28             |
| 2018 | 20             | 16:15          | 21            | 10:07         | 23                 | 01:54              | 21                | 22:23             |
| 2019 | 20             | 21:58          | 21            | 15:54         | 23                 | 07:50              | 22                | 04:19             |
| 2020 | 20             | 03:50          | 20            | 21:44         | 22                 | 13:31              | 21                | 10:02             |
| 2021 | 20             | 09:37          | 21            | 03:32         | 22                 | 19:21              | 21                | 15:59             |
| 2022 | 20             | 15:33          | 21            | 09:14         | 23                 | 01:04              | 21                | 21:48             |
| 2023 | 20             | 21:24          | 21            | 14:58         | 23                 | 06:50              | 22                | 03:27             |
| 2024 | 20             | 03:06          | 20            | 20:51         | 22                 | 12:44              | 21                | 09:21             |
| 2025 | 20             | 09:01          | 21            | 02:42         | 22                 | 18:19              | 21                | 15:03             |
| 2026 | 20             | 14:46          | 21            | 08:24         | 23                 | 00:06              | 21                | 20:50             |

L'equinocci és cadascun dels dos moments de l'any en què el Sol, en el seu camí per l'eclíptica, travessa l'equador celeste. Durant els equinoccis, la nit i el dia tenen la mateixa durada en tot el món, llevat en els pols. La paraula equinocci ve del llatí aequinoctium i significa 'igualació amb la nit'.
Hi ha dos equinoccis a l'any:
- L'equinocci de primavera o equinocci vernal: es produeix entorn del 20 de març quan el Sol travessa l'equador celeste, passant de l'hemisferi sud al nord. La declinació solar és zero, passant de negativa a positiva. A l'hemisferi nord marca el començament de la primavera.
- L'equinocci de tardor: es produeix prop del 23 de setembre[a] quan el Sol travessa l'equador celeste passant de l'hemisferi nord al sud. La declinació solar és zero, passant de positiva a negativa. A l'hemisferi nord marca l'arribada de la tardor.

A l'hemisferi sud, aquests noms s'intercanvien. Al llarg de l'any, els equinoccis s'alternen amb els solsticis. Els anys de traspàs i altres factors fan que les dates d'ambdós esdeveniments variïn lleugerament.
Els equinoccis també es poden considerar com dos punts en el cel. Són els punts on l'equador celeste talla l'eclíptica. En astronomia, aquests punts són els nodes orbitals de la Terra. Es diuen punt Àries o punt vernal (l'equinocci de primavera) i punt Libra (l'equinocci de tardor).
El moment que el Sol passa pels punts equinoccials es pot calcular precisament i l'equinocci té lloc durant un instant particular en el temps. En diversos punts de la Terra, els equinoccis poden tenir lloc en dates diferents a causa dels diferents fusos horaris.

## Moviment diürn del Sol

La Terra il·luminada pel Sol durant un equinocci

En els equinoccis, el Sol ix exactament per l'est i es pon exactament per l'oest, i les longituds del dia i la nit són iguals. En el moviment diürn, mitja circumferència ocorre per dalt de l'horitzó (dia) i l'altra mitja per davall (nit).
| Lloc                  | Altitud de culminació | Notes                                           |
| --------------------- | --------------------- | ----------------------------------------------- |
| Pol Nord              | 0°                    | El Sol segueix el cercle de l'horitzó.          |
| Cercle polar àrtic    | 23° (Nord)            | El sol culmina 67° sud del zenit.               |
| Tròpic de Càncer      | 67° (Nord)            | El sol culmina 23° sud del zenit.               |
| Equador               | 90°                   | El sol descriu un semicercle passant pel zenit. |
| Tròpic de Capricorn   | 67° (Sud)             | El sol culmina 23° nord del zenit.              |
| Cercle polar antàrtic | 23° (Sud)             | El sol culmina 67° nord del zenit.              |
| Pol Sud               | 0°                    | El sol segueix el cercle de l'horitzó.          |

### L'equinocci de març
- En l'equador, el Sol eix dia descriu un semicercle màxim de l'est a l'oest passant pel zenit del lloc.
- En el tròpic de Càncer el sol culmina al sud, on aconseguix la seva altitud màxima d'eix dia, que és 66,33º.
- En el tròpic de Capricorn el sol culmina al nord, on aconseguix la seva altitud màxima d'eix dia, que és 66,33º.
- En el pol nord, el sol passa d'una nit de 6 mesos de duració a un dia de 6 mesos.
- En el pol sud, el sol passa d'un dia de 6 mesos de duració a una nit de 6 mesos.

### L'equinocci de setembre
- En l'equador, el sol eix dia descriu un semicercle màxim de l'est a l'oest passant pel zenit del lloc.
- En el tròpic de Càncer, el sol culmina al sud, on aconseguix la seva altitud màxima d'eix dia, que és 66,33º.
- En el tròpic de Capricorn, el sol culmina al nord, on aconseguix la seva altitud màxima d'eix dia, que és 66,33º.
- En el pol nord, el sol passa d'un dia de 6 mesos de duració a una nit de 6 mesos.
- En el pol sud, el sol passa d'una nit de 6 mesos de duració a un dia de 6 mesos.

Les dates extremes dels equinoccis per al segle xxi són les següents:
| Any                    | Equinocci de març                    | Equinocci de setembre                |
| ---------------------- | ------------------------------------ | ------------------------------------ |
| {\displaystyle \ 2003} | {\displaystyle \ 21^{d}01^{h}00^{m}} | {\displaystyle \ 23^{d}10^{h}47^{m}} |
| {\displaystyle \ 2096} | {\displaystyle \ 19^{d}14^{h}03^{m}} | {\displaystyle \ 21^{d}22^{h}55^{m}} |

## Data de l'equinocci
Quan Julius Caesar va establir el calendari julià l'any 45 aC, es consignà el 25 de març com la data de l'equinocci de primavera, que ja era el primer dia de l'any en els calendaris persa i indi. Tanmateix com a conseqüència que l'any julià es més llarg que l'any tròpic per uns 11,3 minuts en mitjana (o 1 dia en 128 anys), el calendari "derivà" respecte als moments exactes dels dos equinoccis – de manera que en el Primer Concili de Nicea, l'any 325, l'equinocci de primavera ja ocorria el 21 de març, i l'any 1582 ja s'havia retardat fins l'11 de març.
Aquest retard ja obligar el Papa Gregori XIII a fer la reforma del calendari i establir l'actual calendari gregorià. Com el Papa volia continuar complint els edictes del Primer Concili de Nicea de l'any 325 relacionats amb la data de la Pasqua, implicava que havia de moure l'equinocci vernal a la data en què queia en aquell moment (21 de març era el dia en el que s'havia establert el dia de Pasqua l'any 325 en el calendari julià), i per a mantenir-lo al voltant d'aquesta data en el futur val caldre reduir el nombre d'anys bisextils de 100 a 97 cada 400 anys. Tanmateix encara quedà una petita variació en la data i temps de l'equinocci vernal d'uns ±27 hores de la seua posició mitjana, i per corregir-ho cal fer correccions cada principi de segle. (mireu Correccions del calendari gregorià).

## Efecte dels equinoccis sobre els satèl·lits de comunicacions
Un dels efectes dels períodes equinoccials és la interrupció temporal dels satèl·lits de comunicacions geoestacionaris. Hi ha un període, abans i després de l'equinocci, en què el Sol es posa directament darrere del satèl·lit respecte a la Terra durant un curt lapse de temps cada dia. L'immens poder i l'ampli espectre de radiació del Sol sobrecarreguen de soroll els circuits de recepció de les estacions terrestres i, depenent de la mida de l'antena i d'altres factors, interromp de manera temporal o bé degrada el circuit. La durada de la interrupció varia, però va des d'uns pocs minuts fins a una hora.
Els satèl·lits en òrbita geoestacionària també experimenten dificultats per mantenir l'energia durant l'equinocci perquè han de viatjar a través de l'ombra de la Terra i depenen únicament de l'energia de les bateries. Normalment, un satèl·lit viatja al nord o al sud de l'ombra de la Terra perquè l'eix terrestre no és directament perpendicular a una línia que va de la Terra al Sol en altres moments. Durant l'equinocci, atès que els satèl·lits geoestacionaris estan situats sobre l'Equador, es troben a l'ombra de la Terra durant el període més llarg de tot l'any.

## L'equinocci com a referència de l'astronomia
Més concretament, un equinocci es defineix tradicionalment com el moment en què el pla de l'equador de la Terra passa pel centre geomètric del disc del Sol. Equivalentment, és el moment en què l'eix de rotació de la Terra és directament perpendicular a la línia Sol-Terra, no inclinant-se ni cap al Sol ni allunyant-se'n. En els temps moderns, atès que la Lluna (i encara menys els planetes) fa que l'òrbita de la Terra varia lleugerament d'una elipse perfecta, l'equinocci es defineix oficialment per la longitud de l'eclíptica més regular del Sol en lloc de la seva declinació. Els instants dels equinoccis es defineixen actualment per ser quan la longitud geocèntrica aparent del Sol és 0° i 180°.
Els equinoccis es produeixen quan el Sol és al primer punt d'Àries o al primer punt de Balança. El primer és el punt de l'equador celeste on el Sol en el seu moviment anual aparent per l'eclíptica passa de sud a nord respecte al pla equatorial, i la seva declinació passa de negativa a positiva. Al primer punt de Lliura succeeix el contrari: el Sol aparenta passar de nord a sud de l'equador celeste, i la seva declinació passa de positiva a negativa.
Realment cap dels equinoccis es troba a la constel·lació que els anomena, a causa de la precessió: el primer punt d'Àries és a Piscis, i el primer punt de Balança es troba a Virgo. Les coordenades equatorials de cada equinocci són: a) per a l'equinocci vernal, ascensió recta i declinació nul·la; b) per al primer punt de Balança, ascensió recta, 12 hores, i declinació nul·la.
Concretament, el punt equinoccial que es veu situat cap a la constel·lació de Peixos és a 8 graus de la frontera amb la d'Aquari.
Astronòmicament, es tracta del primer punt de Peixos, i el meridià que hi passa és el primer meridià celeste de referència per determinar la coordenada d'ascensió recta (AR) dels objectes celestes (Sol, Lluna, planetes, estrelles, nebuloses i galàxies). El punt equinoccial va estar al final de la constel·lació d'Àries fa 20 segles i 50 anys, i arribarà a la frontera de la constel·lació d'Aquari d'aquí a menys de sis segles.

### Primer punt d'Àries
Com a referència astronòmica, equinocci és sinònim del Punt Àries primer punt d'Àries (també: punt Àries): punt de l'esfera celeste d'ascensió recta i declinació nul·la. És el punt on el Sol en el seu moviment anual aparent per l'eclíptica passa de sud a nord de l'equador celeste, i la seva declinació canvia de negativa a positiva. També se sol anomenar aquest punt o node equinocci vernal.
Així, per exemple, el temps sideri es mesura des del meridià local a l'equinocci de març a sentit retrògrad, i l'ascensió recta d'un cos a l'esfera celeste es pren des del punt Àries al cercle horari de l'objecte, a sentit directe.
Ara bé, l'equinocci no és un punt fix (cap dels dos equinoccis, per descomptat), sinó que es mou progressivament a causa de la precessió i nutació. La primera suposa un desplaçament angular d'uns 50,3” cada any.
- Equinocci veritable és la intersecció de l'eclíptica amb l'equador veritable que es mou per la precessió i la nutació.
- Equinocci mitjà o equinocci mitjà de data. Es prescindeix de la nutació. L'equinocci es mou uniformement a causa només de la precessió.

### Equinoccis en altres planetes

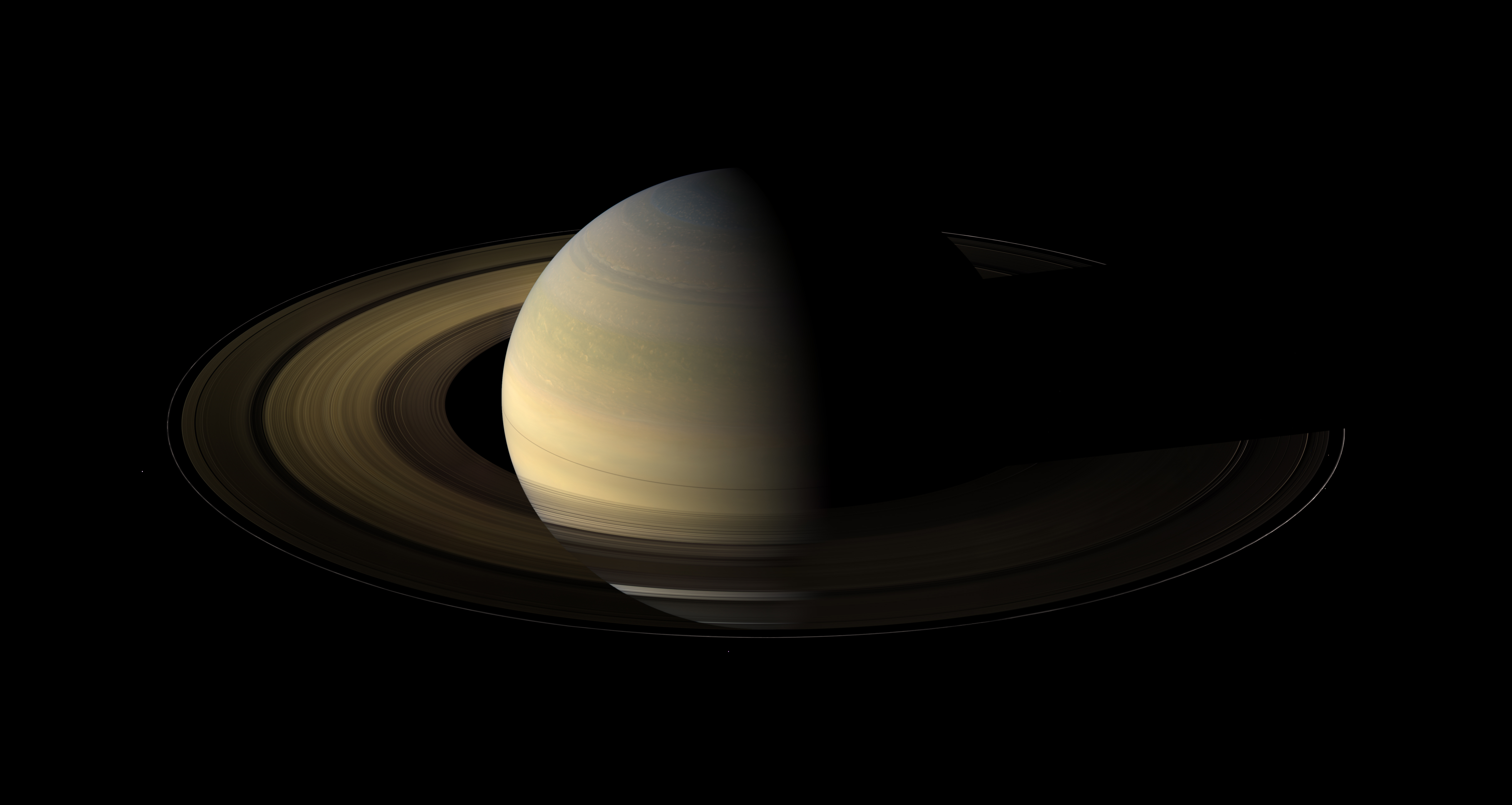
Quan Saturn es troba en el seu equinocci, els seus anells reflecteixen poca llum solar, tal com es mostra en aquesta imatge de la sonda Cassini, del 2009. NASA, Jet Propulsion Laboratory

L'equinocci és un fenomen que pot ocórrer en qualsevol planeta que tingui una inclinació significativa respecte al seu eix de rotació. Saturn n'és el cas més espectacular, ja que l'equinocci col·loca el caire del seu sistema d'anells de cara al Sol. A causa d'això, els anells només són visibles com una fina línia, de la Terra estant. Quan són vistos des de dalt (quelcom només possible per primera vegada per als terrestres d'ençà de l'existència de la sonda Cassini, el 2009), reben molt poca llum solar —de fet, és més llum cendrosa que no pas llum del Sol.
Aquesta mancança de llum solar es produeix un cop cada 14,7 anys i pot durar durant unes poques setmanes abans i després de la data exacta de l'equinocci. La data més recent d'un equinocci a Saturn va ser l'11 d'agost del 2009. El pròxim equinocci tindrà lloc el 30 d'abril del 2024.
L'equinocci més recent del planeta Mart va ser el 7 de febrer de 2021 (primavera a l'hemisferi nord), i el següent serà el 24 de febrer de 2022 (tardor a l'hemisferi nord).